# Ахмерова, Дарья Викторовна
Дарья Викторовна Ахмерова (14 апреля 1999) — российская тяжелоатлетка. Чемпионка Европы 2021 года. Двукратная чемпионка России 2021 и 2024 годов, серебряный призёр чемпионата России 2022 года. Мастер спорта России международного класса. 

## Биография
Родилась 14 апреля 1999 года. Представляет Республику Татарстан на соревнованиях по тяжёлой атлетике. 
В 2019 году представляла Казахстан на чемпионате мира среди юниоров в Суве, Фиджи. Выиграла золотую медаль в женской весовой категории до 87 кг.
На чемпионате мира, который проходил в Ташкенте, выиграла бронзовую медаль в рывке в весовой категории до 87 кг. В том же году стала чемпионкой Европы в Москве.
На чемпионате России по тяжёлой атлетике 2021 года, который состоялся в Ханты-Мансийске, Дарья в первый раз в карьере завоевала чемпионский титул с общим весом на штанге по сумме двух упражнений 245 килограммов.
На чемпионате России по тяжёлой атлетике 2022 года, который состоялся в Хабаровске, Ахмерова завоевала серебряную медаль чемпионата страны в категории до 81 кг с общим весом на штанге по сумме двух упражнений 236 килограммов.
В июле 2024 года на чемпионате России в Новосибирске в категории до 87 кг завоевала чемпионский титул с результатом 240 кг. 

## Основные результаты
| Год  | Соревнования     | Место проведения | Весовая категория | Рывок, кг | Толчок, кг | Сумма, кг | Место |
| ---- | ---------------- | ---------------- | ----------------- | --------- | ---------- | --------- | ----- |
| 2021 | Чемпионат России | Ханты-Мансийск   | до 87 кг          | 105       | 140        | 245       | 1     |
| 2021 | Чемпионат мира   | Ташкент          | до 87 кг          | 105       | 135        | 240       | 4     |
| 2021 | Чемпионат Европы | Москва           | до 87 кг          | 108       | 138        | 246       | 1     |
| 2022 | Чемпионат России | Хабаровск        | до 81 кг          | 100       | 136        | 236       | 2     |
| 2024 | Чемпионат России | Новосибирск      | до 87 кг          | 105       | 135        | 240       | 1     |